# اشتباكات الصنمين 2012–2016
```
اشتباكات الصنمين 2012-2016
 كانت مواجهة عسكرية في مدينة 
الصنمين
 بين 
الجيش العربي السوري
، بدعم من 
حزب الله
، ومقاتلي 
المعارضة السورية
 المحليين خلال 
الحرب الأهلية السورية
. واستمرت المعركة قرابة ثلاث سنوات حتى ديسمبر/كانون الأول 2016، وانتهت بإلقاء مقاتلي المعارضة داخل المدينة أسلحتهم وتسوية أوضاعهم مع الحكومة السورية. تألفت المعركة من اشتباكات ومناوشات صغيرة بين الجانبين بالإضافة إلى قصف مواقع الطرف الآخر.
[
4
]
 وفي بعض الأحيان، كان الجيش السوري يشن غارات على المناطق التي يسيطر عليها المتمردون، وقد أدى بعضها إلى وقوع خسائر كبيرة في صفوف المدنيين.
[
5
]
```

وفرض الجيش السوري حصارا على المناطق التي يسيطر عليها المتمردون أولا في أواخر عام 2015، مما أدى إلى وقف إطلاق النار بين الجانبين، ومرة أخرى في عام 2016، مما دفعهم إلى توقيع اتفاقيات المصالحة، وإنهاء القتال في المدينة.

## خلفية
خلال شهر مارس 2011، أصبحت الصنمين، مثل البلدات والمدن الأخرى في جميع أنحاء سوريا، موقعًا للاحتجاجات ضد حكومة بشار الأسد. وفي إحدى المرات، قُتل ما يصل إلى 20 متظاهراً بعد إشعال النار في تمثال حافظ الأسد. وفي أواخر العام، ظهرت أولى الجماعات المتمردة في المدينة، وتبعها المزيد في عام 2013.

## تاريخ
وفي أواخر عام 2012، تشكلت أول مجموعة متمردة في البلدة، وهي "كتيبة ثوار الصنمين".
في أوائل عام 2013، حدثت سلسلة من الانشقاقات في البلدة، التي  تقع على طريق سريع استراتيجي. سيطر المتمردون على مناطق متعددة من المدينة. وظلت الحكومة السورية تسيطر على الفروع العسكرية والأمنية، والطرق الرئيسية، ونقاط التفتيش ذات التحصينات المشددة مثل مفرق القيطة، وجميع المواقع العسكرية.
في 10 أبريل 2013، شن الجيش السوري هجومًا على المدينة مستهدفًا المناطق الجنوبية. واستهدف المسلحون السوريون المدينة بنيران المدفعية والصواريخ من ثكناتهم خارج المدينة أثناء استعدادهم لاقتحام المدينة بالأسلحة الثقيلة. وأغلقت جميع الطرق المؤدية إلى مداخل المدينة ومخارجها. واقتحم الجيش السوري، برفقة حزب الله والميليشيات الموالية للحكومة، البلدة واشتبكوا في طريقهم إلى وسط المدينة، مما أجبر قوات المتمردين على الانسحاب من المناطق. وتدمر 20 منزلاً وقتل ما لا يقل عن 45 شخصاً في الصنمين وحدها فيما وصفه نشطاء المعارضة بالمجزرة. كما اقتحم الجيش بلدة غباغب شمال الصنمين. وقتل 16 متمردا في القتال في المدينتين بحسب المرصد السوري لحقوق الإنسان. وقدر البعض أن عدد القتلى في الصنمين وصل إلى 60 شخصًا
وعلى الرغم من العملية، بقي المتمردون في الصنمين. وظهرت مجموعات أخرى في البلدة بأسلحة خفيفة ومتوسطة. وعلى الرغم من تواجد المتمردين في مناطق متعددة من المدينة، إلا أن الحكومة السورية ظلت مرة أخرى تسيطر على نقاط التفتيش والمواقع العسكرية المهمة، مثل قاعدة الفرقة التاسعة، والطرق التي تمر عبر المدينة.
شكّلت المعارضة مجلسين محليين في المناطق التي يسيطر عليها المتمردون في المدينة. أعلن عن الأولى في آب/أغسطس 2013، وانضمت لاحقاً إلى اتحاد المجالس المحلية في محافظة درعا. والثانية أُعلن عنها في تشرين الثاني/نوفمبر الماضي، برئاسة ياسين العتمة، وربطها من خلال اتصالات مع مجالس درعا الأخرى بالحكومة السورية المؤقتة. وعلى الرغم من ذلك، كانت أحياء الصنمين التي يسيطر عليها المتمردون تعتمد بشكل أساسي على الحكومة السورية في معظم الخدمات العامة، حيث لم تتمكن المجالس المحلية من الإشراف على توزيع الهدايا والمساعدات إلا في مناسبات معينة. ولهذا السبب، ولأن عدد مقاتلي المعارضة في المدينة كان صغيراً جداً، فشل المتمردون في الصنمين في لعب دور مهم في حملة محافظة درعا.
كادت تحدث مناوشات واشتباكات بين الجانبين، حيث يشن المتمردون هجمات على المواقع العسكرية والأمنية، مما يؤدي في بعض الأحيان إلى تصعيد مثل القصف.
في ديسمبر 2015، أفادت التقارير بمقتل أربعة مدنيين في البلدة بسبب القصف، على الرغم من أنه لا يمكن التحقق مما إذا كان ذلك قد جاء من الجيش السوري أو المتمردين في الجبهة الجنوبية الذين استهدفوا المواقع الموالية للحكومة في المنطقة أم لا.
وفي كانون الأول/ديسمبر 2015، فرض الجيش السوري حصاراً على أحياء الصنمين التي يسيطر عليها المتمردون، رداً على قيام الفصائل بهجوم على سيارة تقل ضابطاً وعدداً من الجنود. وجرت مفاوضات بين الجيش السوري وفصائل المعارضة أسفرت عن وقف إطلاق النار بين الجانبين.
في ديسمبر/كانون الأول 2016، رداً على سرقة زعيم فاسد لفصيل متمرد ممتلكات حكومية، حاصر الجيش السوري مرة أخرى أحياء الصنمين التي يسيطر عليها المتمردون وضغط من أجل التوصل إلى اتفاق مصالحة. وبموجب الشروط، كان على المتمردين مصادرة أسلحتهم والتعهد بعدم تنفيذ أي هجمات، وكذلك الانضمام إلى القوات النظامية أو الفيلق الخامس بقيادة روسيا. وانقسم المتمردون حول ما إذا كانوا سيتفاوضون أو يردون عسكرياً على تصرفات الجيش السوري. خلال الحصار، استهدفت نيران المتمردين من الجبهة الجنوبية المناطق التي تسيطر عليها الحكومة، مما أدى إلى سقوط ضحايا من المدنيين.
وفي النهاية، قبل 510 أشخاص، من بينهم 150 متمرداً، اتفاق المصالحة، وأصبحت الصنمين تحت سيطرة الحكومة بالكامل.